# Karl Seubert
Karl Friedrich Otto Seubert (6 de abril de 1851 - 31 de enero de (1942) fue un químico alemán notable por su trabajo en pesos atómicos de elementos de platino. Era hijo del botánico alemán Moritz August Seubert y de Maria Seubert. 
Karl Seubert se convirtió en boticario en Manheim en 1869 y fue soldado en la Guerra Franco-Prusiana. En 1874, se convirtió en asistente de conferencias de Lothar Meyer en Tubinga. Más tarde regresó a Tubinga en 1878 para estudiar química con Meyer. 

En 1885 Seubert se convirtió en profesor en Tubinga y en 1895 se mudó a la Universidad de Hannover como sucesor de Karl Kraut, donde permaneció hasta 1921. El trabajo de Seubert sobre los pesos atómicos le valió la reputación internacional y en 1902 fue elegido miembro inaugural del Comité Internacional de Pesos Atómicos.

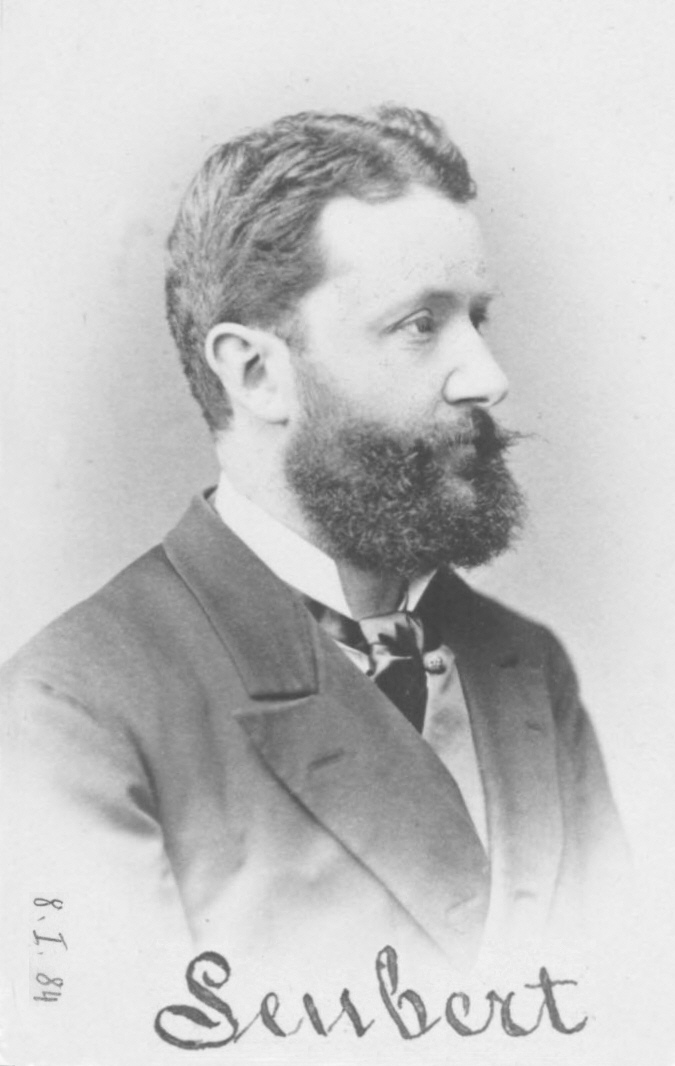
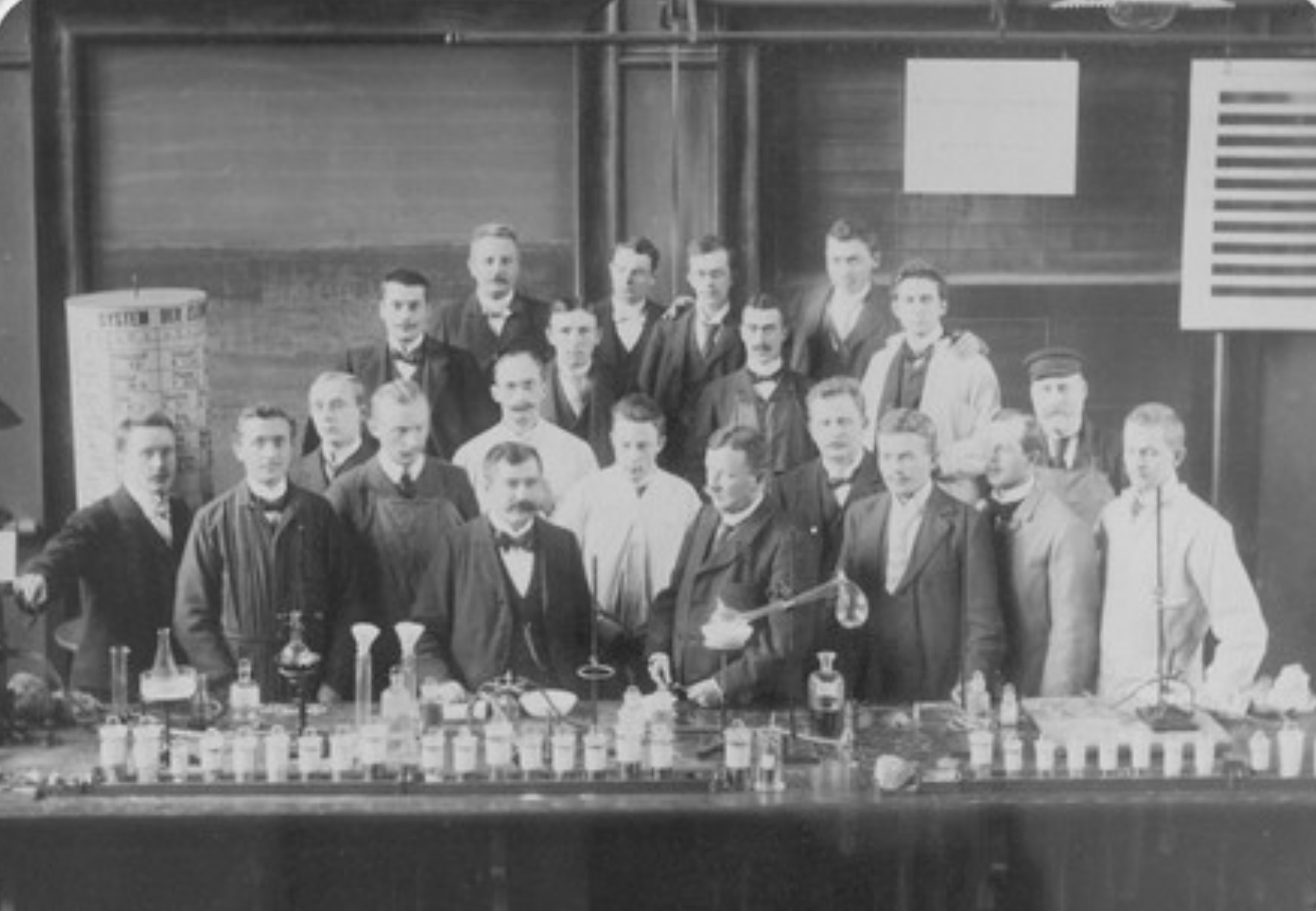
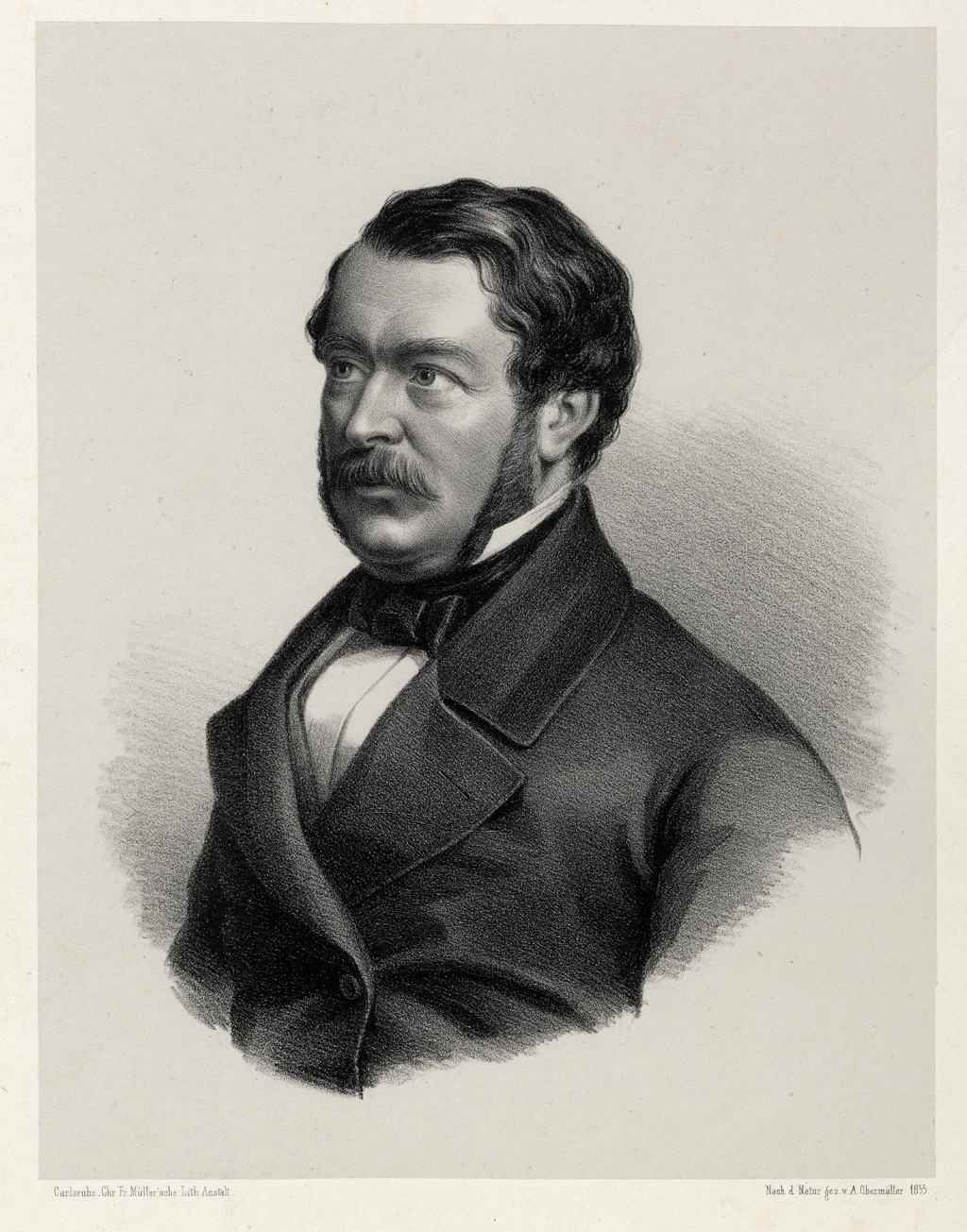